# 新疆亚菊
新疆亚菊（学名：Ajania fastigiata）是菊科亚菊属的植物。分布于蒙古、俄罗斯以及中国大陆的新疆等地，生长于海拔900米至2,260米的地区，一般生于半荒漠、草原以及林下，目前尚未由人工引种栽培。